# Пшеничне (Павлоградський район)
Пшени́чне — село в Україні, у Юр'ївській селищній громаді Павлоградського району Дніпропетровської області. Населення за переписом 2001 року становить 10 осіб. З 2017 орган місцевого самоврядування — Олексіївська сільська рада.

## Географія
Село Пшеничне знаходиться на відстані 0,5 км від села Олексіївка і за 1 км від села Новотимофіївське. По селу протікає пересихаючий струмок з загатою. Через село проходить автомобільна дорога Т 0412.

## Історія
12 червня 2020 року, відповідно до розпорядження Кабінету Міністрів України № 709-р «Про визначення адміністративних центрів та затвердження територій територіальних громад Дніпропетровської області», увійшло до складу Юр'ївської селищної громади.
19 липня 2020 року, в результаті адміністративно-територіальної реформи та ліквідації Юр'ївського району, село увійшло до складу Павлоградського району.

## Населення

### Мова
Розподіл населення за рідною мовою за даними перепису 2001 року:
| Мова       | Кількість | Відсоток |
| ---------- | --------- | -------- |
| українська | 9         | 90%      |
| російська  | 1         | 10%      |
| Усього     | 10        | 100%     |

## Інтернет-посилання
- Погода в селі Пшеничне [Архівовано 21 грудня 2011 у Wayback Machine.]